# Офіурида

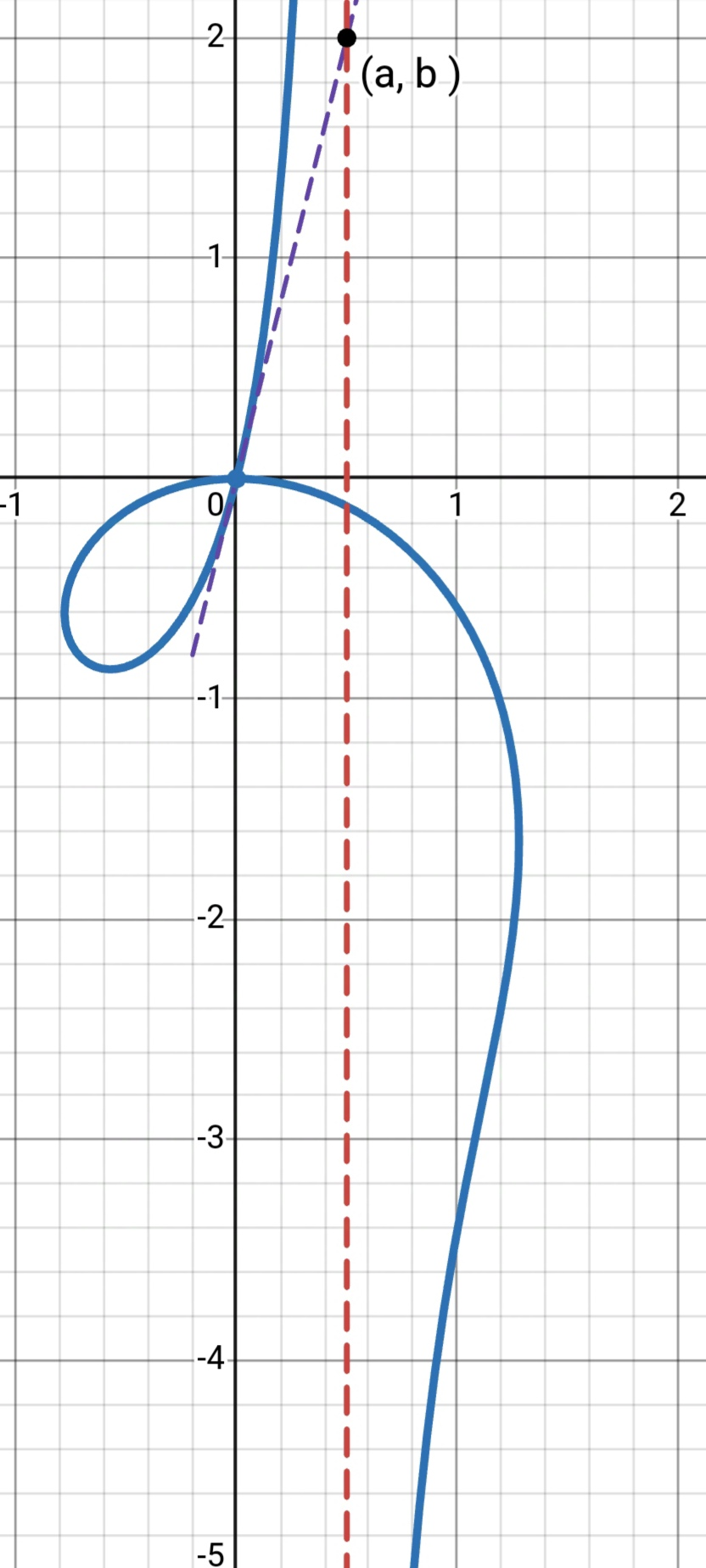
Офіурида та її асимптота

Офіури́да (від грец. όφις — змія і грец. ουρά — хвіст) — плоска алгебрична крива 3-го порядку.
Офіуриду можна означити як подеру параболи відносно довільної точки, що лежить на дотичній до вершини цієї параболи.:стор.84
Криву досліджував Улгорн в 1809 році.

## Рівняння
- Рівняння кривої в декартовій системі координат в неявному виді:

{\displaystyle x\cdot (x^{2}+y^{2})=y\cdot (a\cdot y-b\cdot x)\,;\qquad a>0;\,b\geq 0}
- Рівняння кривої в полярній системі координат:

{\displaystyle \rho =(a\cdot \sin \varphi -b\cdot \cos \varphi )\cdot \operatorname {tg} \varphi \,;\qquad 0\leq \varphi \leq \pi }

## Властивості та особливості форми
- Офіурида є плоскою алгебричною раціональною кубикою роду 0.
- Офіурида є необмеженою зв'язною кривою з однією особливою точкою (вузлова точка в початку координат {\displaystyle O(0,0)}) і однією вертикальною асимптотою ({\displaystyle x=a}). 
Початок координат є точкою самоперетину кривої. 
Прямі {\displaystyle y=0} та {\displaystyle y={\frac {b}{a}}\cdot x} є дотичними у вузловій точці.[2]:стор.159

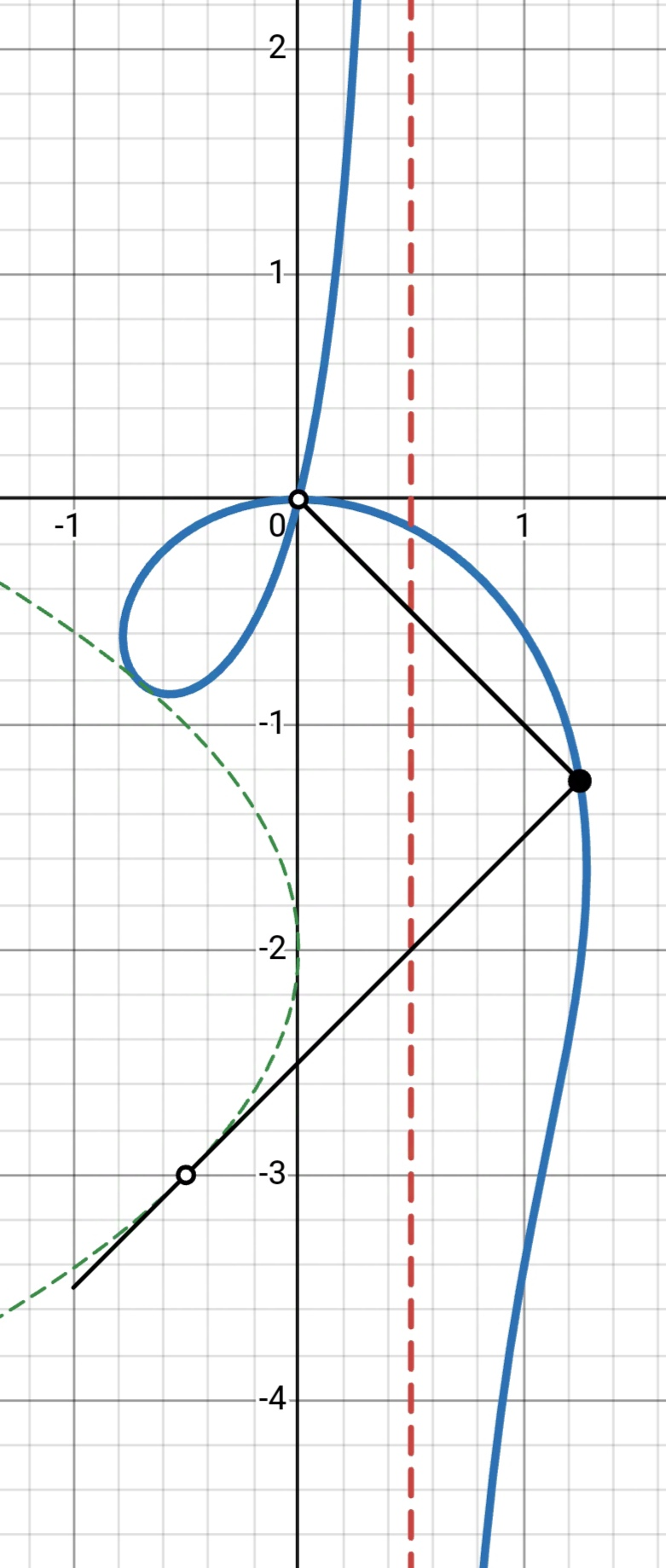
Офіурида як подера параболи

- Офіурида як подера параболиОфіурида є подерою параболи відносно довільної точки, що лежить на дотичній до вершини цієї параболи.
Зокрема, крива, що описується рівняннями попереднього розділу є подерою параболи {\displaystyle (y+b)^{2}=-4a\cdot x} відносно початку координат.[1]:стор.84
- Окремим випадком офіуриди (при {\displaystyle b=0}) є цисоїда Діокла.